# Ivan Skobrev
Ivan Aleksandrovič Skobrev (in russo Иван Александрович Скобрев?; Chabarovsk, 8 febbraio 1983) è un pattinatore di velocità su ghiaccio russo.

## Palmarès

### Olimpiadi
- Argento a Vancouver 2010 nei 10000 metri.
- Bronzo a Vancouver 2010 nei 5000 metri.

### Mondiali - Completi
- Oro a Calgary 2011.

### Mondiali - Distanza singola
- Argento a Heerenveen 2012 nei 1500 metri.
- Bronzo a Inzell 2011 nei 5000 metri.
- Bronzo a Inzell 2011 nei 10000 metri.
- Bronzo a Heerenveen 2012 nell'inseguimento a squadre.
- Bronzo a Soči 2013 nei 1500 metri.
- Bronzo a Soči 2013 nei 5000 metri.

### Europei
- Oro a Collalbo 2011 nel programma completo.
- Bronzo a Hamar 2010 nel programma completo.

### Universiadi
- Argento a Torino 2007 nei 5000 metri.